# Ольденборстель
Ольденборстель (нем. Oldenborstel) — община в Германии, в земле Шлезвиг-Гольштейн. 
Входит в состав района Штайнбург. Подчиняется управлению Шенефельд.  Население составляет 117 человек (на 31 декабря 2010 года). Занимает площадь 4,24 км².